# Automatic (The Jesus and Mary Chain)
Automatic è il terzo album del gruppo musicale alternative rock britannico The Jesus and Mary Chain. La formazione basilare del gruppo per le registrazioni è quella dei fratelli William e Jim Reid, con una drum machine per le percussioni e basso sintetizzato. L'unico altro musicista che compare ufficialmente è Richard Thomas (batteria in "Gimme Hell"), che si unì al gruppo durante il tour in veste di batterista. Sebbene quando il disco uscì non fu oggetto di molta attenzione da parte del pubblico e della critica (principalmente per il fatto di aver usato percussioni e bassi sintetizzati), in esso è presente il singolo di successo "Head On" in seguito reinterpretato dai Pixies. Il consenso per l'album aumentò con il tempo, come testimonia Pitchfork Media che nel 2006: "sembra un picco artistico della loro carriera", diventando uno tra i preferiti dei fan. Le ultime due tracce, "Drop" e "Sunray", inizialmente furono incluse solo nella versione CD, e non in quella in vinile e cassette. Successivamente tutte le 12 tracce comparirono su cassetta e CD.

## Tracce
Tutte le canzoni sono state scritte da Jim Reid e William Reid.
LP (BYN 20), limited gatefold LP (BYN 20W) e musicassetta (BYNC 20)
Side 1
1. "Here Comes Alice" – 3:52
2. "Coast to Coast" – 4:13
3. "Blues from a Gun" – 4:44
4. "Between Planets" – 3:27
5. "UV Ray" – 4:04

Side 2
1. "Her Way of Praying" – 3:46
2. "Head On" – 4:11
3. "Take It" – 4:34
4. "Halfway to Crazy" – 3:41
5. "Gimme Hell" – 3:18

CD (BYNCD 20)
1. "Here Comes Alice" – 3:52
2. "Coast to Coast" – 4:13
3. "Blues from a Gun" – 4:44
4. "Between Planets" – 3:27
5. "UV Ray" – 4:04
6. "Her Way of Praying" – 3:46
7. "Head On" – 4:11
8. "Take It" – 4:34
9. "Halfway to Crazy" – 3:41
10. "Gimme Hell" – 3:18
11. "Drop" – 1:55
12. "Sunray" – 1:35

## Formazione
- Jim Reid - voce (tracce 2, 4/10), chitarra, sintetizzatore, drum machine, produzione
- William Reid - voce (tracce 1, 3, 11), chitarra, sintetizzatore, drum machine, produzione

Altri musicisti
- Alan Moulder - Ingegnere del suono
- Jamie Harley - assistente di registrazione
- Lee Curle - assistente di registrazione
- Dick Meaney - assistente al mixing
- Richard Thomas - batteria in "Gimme Hell"
- Ryan Art - designer
- Steve Mitchell - fotografo
- Andrew Catlin - fotografia

## Classifiche
| Anno | Classifica            | Posizione |
| ---- | --------------------- | --------- |
| 1989 | Official Albums Chart | 11        |
| 1989 | US Billboard 200      | 105       |
| 1989 | Swedish Albums Chart  | 42        |